# 148081 Sunjiadong
148081 Sunjiadong è un asteroide della fascia principale. Scoperto nel 1999, presenta un'orbita caratterizzata da un semiasse maggiore pari a 2,4847449 UA e da un'eccentricità di 0,1299473, inclinata di 9,67323° rispetto all'eclittica.